# 이진택
이진택(李鎭宅, 1972년 4월 13일~)은 대한민국의 육상 선수로 주 종목은 높이뛰기이다. 올림픽에 3회 참가했고 1998년과 2002년 아시안 게임 남자 높이뛰기에서 연속으로 금메달을 획득했다. 

## 경력
1991년 영국 셰필드에서 열린 1991년 하계 유니버시아드를 시작으로 수많은 국제 대회에 참가해 여러 차례 입상했다.
은퇴 후에는 주로 교육계에서 몸담고 있다. 2002년 아시안 게임을 마지막으로 현역에서 은퇴한 그는 2003년 임용고시에 합격하여 대구체육고등학교의 교사로 재직하다가, 2004년에 그만두고 2005년에 대구광역시청 육상 팀의 플레잉 코치로 영입되어 1시즌 동안 잠시 선수로 복귀했다. 2006년부터 2013년까지 청소년 육상코치로 활동하며 한국체육대학교 대학원에서 학업을 이어 나갔고, 한국체육대학교에서 박사 학위를 취득했다. 2013년 대구교육대학교에 정식 임용되어 대구교대 체육교육학과의 교수로 재직하고 있다.

## 학력
- 대구아양초등학교
- 평리중학교
- 성광고등학교
- 경북대학교 사범대학 체육교육과
- 한국체육대학교 대학원 운동역학 박사

## 기록

### 개인 최고 기록
그가 1997년 6월 전국 종별 육상 선수권 대회에서 기록한 2.34m는 2020년 하계 올림픽에서 우상혁이 경신할 때까지 대한민국 최고 기록이었다.
| # | 종목     | 기록  | 날짜         | 소속     | 대회명                                 | 장소          | 각주 및 기타          |
|   | 높이뛰기 | 2ｍ34 | 1997. 06. 20 | 대동은행 | 제26회 전국 종별 육상 경기 선수권 대회 | 대한민국 서울 | 전 대한민국 최고 기록 |

### 대한민국 신기록 (남자 높이뛰기)
| # | 신기록 | 날짜         | 소속         | 대회명                                 | 장소          | 종전 기록            | 차이   | 각주 및 기타                         |
| 1 | 2ｍ28  | 1992. 05. 02 |              | 제46회 전국 육상 경기 선수권 대회      | 대한민국 서울 | 2m 26 (조현욱, 90년) | + 2 cm | 1차 시기. 본인 첫 대한민국 최고 기록 |
| 2 | 2ｍ29  | 1993. 06. 16 | 국군체육부대 | 제47회 전국 육상 경기 선수권 대회      | 대한민국 서울 | 2m 28 (이진택, 92년) | + 1 cm | [ 5 ]                                |
| 3 | 2ｍ30  | 1993. 10. 15 | 국군체육부대 | 제74회 전국 체육 대회                  | 대한민국 광주 | 2m 29 (이진택, 93년) | + 1 cm | [ 6 ]                                |
| 4 | 2ｍ31  | 1994. 05. 12 | 경북대       | 제23회 전국 종별 육상 경기 선수권 대회 | 대한민국 서울 | 2m 30 (이진택, 93년) | + 1 cm |                                      |
| 5 | 2ｍ32  | 1994. 06. 18 | 경북대       | 제48회 전국 육상 경기 선수권 대회      | 대한민국 서울 | 2m 31 (이진택, 94년) | + 1 cm |                                      |
| 6 | 2ｍ33  | 1995. 06. 17 | 경북대학교   | 제49회 전국 육상 경기 선수권 대회      | 대한민국 서울 | 2m 32 (이진택, 94년) | + 1 cm | [ 7 ]                                |
| 7 | 2ｍ34  | 1997. 06. 20 | 대동은행     | 제26회 전국 종별 육상 경기 선수권 대회 | 대한민국 서울 | 2m 32 (이진택, 95년) | + 1 cm | [ 3 ]                                |